# مايك كانتويل
مايك كانتويل (بالإنجليزية: Mike Cantwell)‏ هو لاعب كرة قاعدة أمريكي، ولد في 15 يونيو 1894 في واشنطن العاصمة في الولايات المتحدة، وتوفي في 5 يناير 1953.